# Ленартович, Теофил
Теофи́л (Фео́фил, Теофи́ль) Алекса́ндр Ленартович (пол. Teofil Aleksander Lenartowicz ; 27 февраля 1822, Варшава — 3 февраля 1893, Флоренция) — польский поэт эпохи романтизма, переводчик, фольклорист, этнограф, профессор Болонского университета.

## Биография
Происходил из шляхетского рода Ленартовичей герба Побог. Получил образование юриста, некоторое время работал в Варшавском окружном суде. В начале 1840-х годов занимался сбором фольклора в Мазовии, что и определило важнейшие черты его поэзии.
Принимал участие в революционных выступлениях 1848 года в Кракове. В 1849 году был вынужден бежать в Дрезден (королевство Саксония).
В 1852 году переехал в Париж, в 1856 — в Италию, где в 1860-м поселился во Флоренции. Здесь женился на Зофии Шимановской, сводной сестре Адама Мицкевича. В 1879—1883 годах изучал славянскую литературу в Болонском университете. Преподавал там же.
В 1888—1893 был почётным членом Познанского общества друзей наук.
За любовь к мазовецкому фольклору называл себя «Мазовецким лирником», «Бедным мазуром».
Прах его был перевезен из Италии и захоронен в крипте заслуженных костёла на Скалке в Кракове.

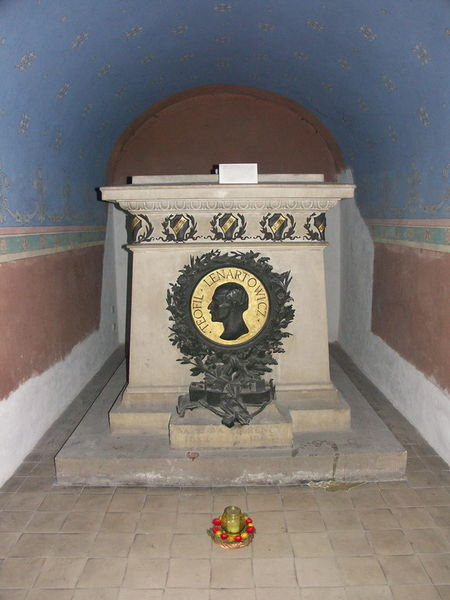
Саркофаг Т. Ленартовича в крипте заслуженных на Скалке

## Творчество
Литературной деятельностью начал заниматься с 1841 года. Публиковался в журнале «Biblioteka Warszawska».
Его стихотворения большей частью изображают сказания и народный быт поляков.
Собрание поэзии вышло в Кракове в 1876 г.
Главные произведения Ленартовича — сборники «Лира» (1855) и «Новая лира» (1859 год). Особенностью их является народный взгляд на события, фольклорно-песенная поэтика, лиричность. При этом поэт не впадал в сентиментальность.
Теме восстания 1863 года посвящён и самый радикальный его произведение — «Марцин Борелёвский-Лелевель» (1865 год).
Автор «Sul carattere della poesia polono-slava» (Флоренция, 1886). Кроме того, Ленартович написал: «Ze starych zbroic» (Львов, 1670) и «Rytmy narodowe» с идеализированными картинами из истории старой Польши.
Ленартович также переводил А. Пушкина и Мюссе, «Божественную комедию» Данте. Произведения Ленартовича часто переводились французский и итальянский языки.

### Избранные поэмы
- Polska ziemia (w obrazkach) (1848—1850)
- Mały światek (1851)
- Lirenka (1855)
- Gladiatorowie (1857)
- Nowa lirenka (1859)
- Bitwa racławicka (1859)
- Wanda (1876)